# Viry, Jura
Viry är en kommun i departementet Jura i regionen Bourgogne-Franche-Comté i östra Frankrike. Kommunen ligger i kantonen Les Bouchoux som tillhör arrondissementet Saint-Claude. År 2022 hade Viry 893 invånare.

## Befolkningsutveckling
Antalet invånare i kommunen Viry
Referens:INSEE